# Caloptilia syngenica
Caloptilia syngenica är en fjärilsart som beskrevs av Lajos Vári 1961. Caloptilia syngenica ingår i släktet Caloptilia och familjen styltmalar. Inga underarter finns listade i Catalogue of Life.